# Lycopodium reflexum
Lycopodium reflexum là một loài thực vật có mạch trong Họ Thạch tùng. Loài này được (P. Beauv.) Sw. mô tả khoa học đầu tiên năm 1806.